# História da animação
A história da animação começa com os primeiros momentos do cinema mudo e continua até os dias de hoje.
O primeiro desenho animado é um curta metragem de Émile Reynaud, que criou o praxinoscópio, sistema de animação de 12 imagens, e filmes de aproximadamente 500 a 600 imagens, projetados no seu próprio théatre optique, sistema próximo do moderno projetor de filme, no Musée Grévin em Paris, França, em 28 de outubro de 1892. Apesar do sucesso dos filmes de Reynaud, demorou algum tempo até que a animação fosse adaptada na indústria cinematográfica. O pioneiro do cinema Georges Méliès, ocasionalmente usou animações de objetos em seus filmes.
O primeiro desenho animado em um projetor de filmes moderno foi Fantasmagorie, do diretor francês Émile Courtet (também chamado de Émile Cohl), projetado pela primeira vez em 17 de Agosto de 1908 no Théâtre du Gymnase, em Paris. Courtet foi à cidade de Fort Lee em 1912, onde trabalhou para o estúdio francês Éclair e espalhou sua técnica pelos Estados Unidos.
O primeiro longa-metragem animado foi El Apóstol, (1917) do argentino Quirino Cristiani, mostrado na Argentina. O segundo filme de animação foi As Aventuras do Príncipe Achmed (1926), da alemã Lotte Reiniger e do franco-húngaro Berthold Bartosch.

## Animação nas Américas

### História da animação brasileira
A história da animação no Brasil é relativamente recente. Na primeira metade do século XX foram produzidas algumas pequenas experiências em animação sem muita continuidade, como as realizadas por Eugênio Fonseca Filho.
Na década de 1950 o panorama começa a se alterar, o primeiro longa-metragem de animação feito no País foi Sinfonia Amazônica, produzido por Anélio Lattini Filho em 1953. Filmado em preto e branco, demorou 6 anos para ser concluído pois foi realizado unicamente por Anélio Lattini, sem a ajuda de nenhum outro desenhista. Durante os anos de 1960 a animação passa a ter presença regular na publicidade e surgem os primeiros profissionais da área.
Existem divergências sobre qual seria o primeiro longa-metragem colorido de animação produzido no país. Piconzé estreou nos cinemas em 1973, feito pelo japonês Ypê Nakashima (1926-1974), que imigrou para o Brasil em 1956 e trabalhou com animação publicitária. No Japão, Ypê Nakashima foi chargista e trabalhou em jornais como Mainichi Shimbun, Yomiuri Shimbun e Asahi Shimbun.
No Rio de Janeiro, em 1965 o desenhista Wilson Pinto animou e dirigiu o primeiro curta metragem em cores do Brasil, em parceria com Wanda Latini, irmã de Anélio Latini. Encomendado pela Petrobrás, "Um Rei Fabuloso" narrava a história do petróleo e foi exibido por décadas em escolas públicas de todo o país. Wilson Pinto continuou trabalhando com animação em publicidade como nas campanhas da ESSO, com a famosa Gotinha da Esso.
"Presente de Natal", produzido pelo amazonense Álvaro Henrique Gonçalves sem incentivo de qualquer empresa, governo ou assistentes. Álvaro começou a produzi-la em 1965, e o mais interessante é que, além de criar tudo sozinho, ele ainda construiu a máquina de projeção e sonorização. Álvaro finalizou o fotograma número 140 000 em 1971, levou a animação finalizada em 35mm a um produtor paulista e fracassou, voltou para Manaus onde foi exibido e teve grande repercussão no Brasil, que assim reconheceu o trabalho do artista, que também era advogado.
O estúdio NBR Filmes, do animador Clóvis Vieira produziu o primeiro longa-metragem de animação produzido inteiramente em computação gráfica do Brasil, Cassiopéia, em 1996.

### História da animação canadense
- Primeiros trabalhos.
- Contribuição do departamento de animação do National Film Board of Canada.
- Primeiras produções comerciais.
- Contribuições de gravações de atores de voz Canadenses.
- Os anos 1980 - crescimento da maior companhia indígena.

### História da animação cubana
- ¡Vampiros en la Habana!
- Festival Internacional del Nuevo Cine Latinoamericano

### História da animação estadunidense
A Animação estadunidense é divida em períodos:

#### Cinema Mudo (Década de 1900 - Década de 1920)
- Os primórdios dos cinemas, as primeiras animações da era do cinema mudo, que vão desde as obras de Winsor McCay, passando por Koko the Clown e Felix the Cat
- O Bray Studios foi o primeiro e mais importante estúdio de animação, localizado em Nova York. Muitos aspirantes a animadores começaram suas carreiras em Bray, incluindo Paul Terry de "Mighty Mouse", Max Fleischer de "Betty Boop", assim como Walter Lantz de "Woody Woodpecker". O estúdio funcionou de 1915 a 1928. Algumas das primeiras estrelas dos desenhos animados dos estúdios Bray eram Farmer Alfalfa (por Paul Terry) e Bobby Bumps (por Earl Hurd).
- Max e Dave Fleischer  fundam o Fleischer Studios, e criam Koko the Clown, Out of the Inkwell Sound-Car Tunes.

#### Era de Ouro (Década de 1920 - Década de 1960)
- A dominância de Walt Disney em toda a década de 1930, por meio de animações revolucionárias: Silly Symphonies, Mickey Mouse e Pato Donald.
- A ascensão da Warner Bros. e da MGM.
- Fleischer Studios lança Betty Boop e Popeye.
- Branca de Neve e os Sete Anões marca o início da "Era de Ouro" na Disney.
- 1938:. Chad Groskopf cria animação experimental de oito minutos Willie the Worm, citado como o primeiro filme de animação criado para a televisão.
- A saída do realismo e o surgimento da United Productions of America (UPA).

#### Era da Televisão (Década de 1960 - Meados da década de 1980)
- O aparecimento das séries animada para a televisão da Hanna-Barbera Productions.
- O declínio de animações para os cinemas.
- As tentativas de reviver filmes de animação na década de 1960.
- A ascensão de animação para adultos no início de 1970.
- A investida de desenhos animados comerciais na década de 1980.

#### Era Moderna (Meados da década 1980 - atualmente)
- Who Framed Roger Rabbit e o Renascimento da Disney.
- Colaborações de Steven Spielberg com a Warner Bros.
- Surgem os filmes de Don Bluth, criando uma concorrência potencial para a Disney.
- Os Simpsons marca o ressurgimento de animação para adultos.
- A ascensão da animação digital, tanto para 2D e 3D (CGI).
- O declínio da animação tradicional.
- A Explosão Anime: popularização mainstream da animação japonesa, conhecida como anime. Toonami / Cartoon Network contribui largamente para o sucesso.

### Europa
- Animação antes do filme no século XIX.

#### História da animação francesa
- 1908-1925, Trabalho de Émile Courtet:

O primeiro desenho animado (1908), e a maioria das técnicas de animação: (transformação) (1909), animação com fantoches e desenho animado colorido (1910), pixilation (1911), primeiras séries animadas (Le chien Flambeau, 1917).

#### História da animação alemã
- 1918 -1925, Trabalho de Lotte Reiniger
Pioneira da animação de silhuetas. Seus diversos trabalhos no campo da ilustração com técnica de paper cutting tornaram-se conhecidos publicamente através de suas ilustrações de livros. Menos conhecida é a sua grande contribuição para o desenvolvimento de uma terceira técnica, a do teatro de sombras.
Reiniger fez mais de 40 filmes ao longo de sua carreira, todos eles usando a sua própria técnica.[1] Seus  filmes mais conhecidos são As Aventuras do Príncipe Achmed (1926) – o mais antigo longa-metragem de animação sobrevivente – lançado mais de 10 anos antes do longa-metragem de Walt Disney Branca de Neve e os Sete Anões (1937) – e Papageno (1935), com músicas de Mozart. Reiniger também é conhecida pela elaboração de uma precursora à primeira câmera multiplano.[2]

#### História da animação italiana
- A indústria e arte de desenhos animados italiana em 1970 (La Linea, Caliméro...).

#### História da animação russa
- 1911-1913 Vladislav A. Starevitch (ou Ladislaw Starewicz) cria animação com volume.
- Animação soviética.[3]

#### História da animação na antiga Croacia
- A escola de Zagreb, conf. Zagreb Film.
- A escola de Čakovec, conf. Škola Animiranog Filma Čakovec.

### Ásia
- Animação de sombras na Ásia (século VI).

#### História da animação japonesa
Cerca de 1915: Descoberto em Quioto em 2005, o primeiro filme de animação japonesa conhecida é Katsudō Shashin (Imagens em Movimento), que descreve um urso vestindo um uniforme de marinheiro executando uma saudação ao fim do mundo. O filme, sem data é considerado um dos primeiros exemplos de animação japonesa.